# المصرية البريطانية لتصنيع السيارات
الشركة المصرية البريطانية لتصنيع السيارات أو إيبام هي شركة مساهمة مصرية، أنشأت سنة 2007 بمدينة برج العرب الجديدة بمحافظة الإسكندرية، تعمل في مجال صناعات السيارات مثل الحافلات والشاحنات الصغيرة، تبلغ طاقتها الإنتاجية خلال سنة 2021 حوالي 2000 سيارة سنويًا، وتنتج سيارتها داخل مصر تحت علامة «زيمكس» و«كينج لونج».

## وصلات خارجية
- الموقع الرسمي للشركة.
- الصفحة الرسمية للشركة على موقع فيس بوك.